# Universal Epic Universe
Universal Epic Universe is een attractiepark in het Amerikaanse Orlando. Het is het derde attractiepark binnen het Universal Orlando Resort en opende 22 mei 2025.

## Geschiedenis

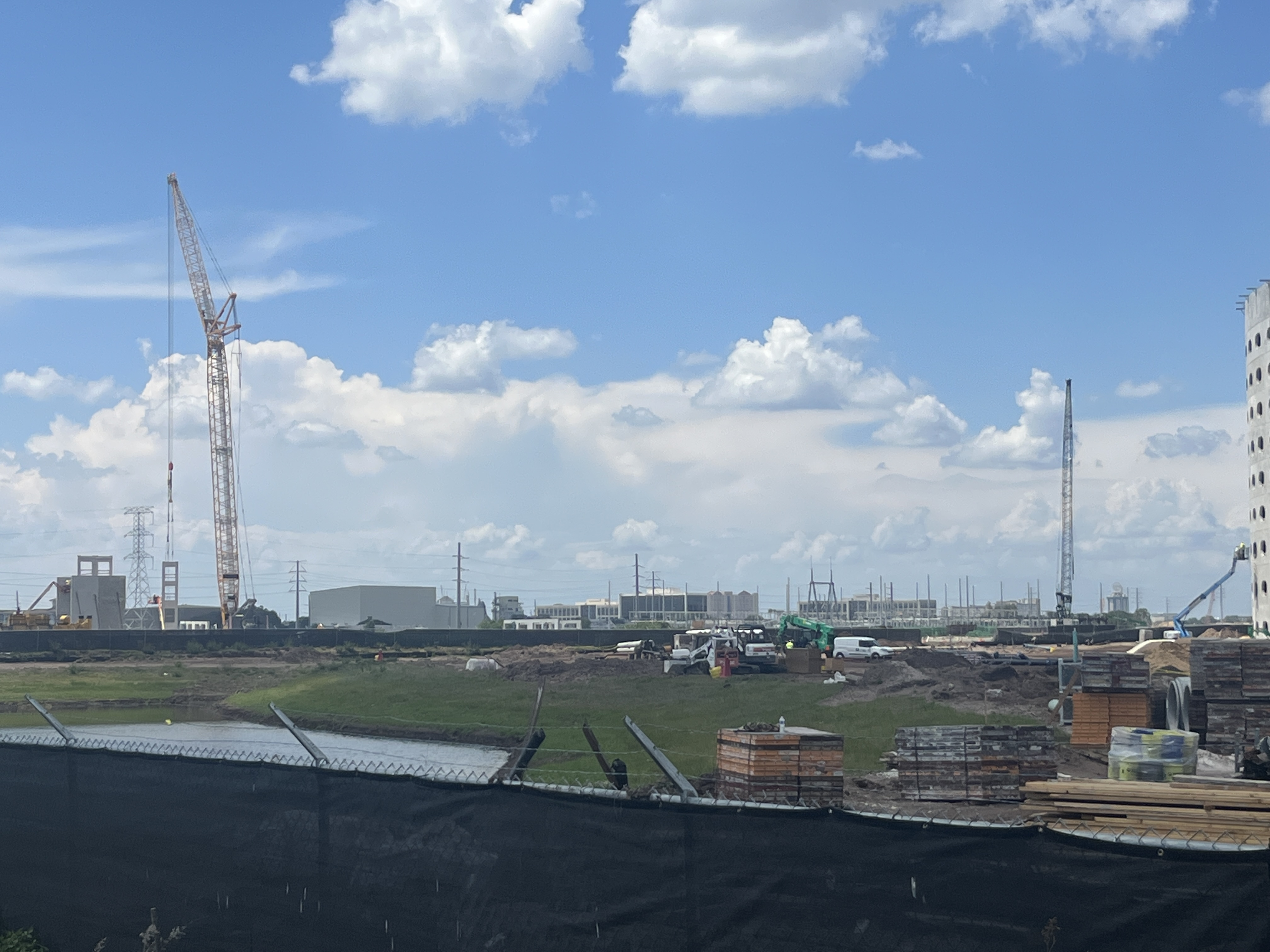
Bouwterrein anno mei 2023.

Het attractiepark werd op 1 augustus 2019 aangekondigd door NBCUniversal. Vanwege de coronapandemie liep de bouw vertraging op. De gebieden werden officieel bekendgemaakt op 30 januari 2024. Hierna volgde verschillende video's op diverse media zoals YouTube over wat te verwachten in de verschillende themagebieden.

## Themagebieden en attracties
Het park omvat vijf themagebieden waarvan Celestial Park het centrale verdeelplein volgt. Vanaf dit plein betreden bezoekers via 'portalen' de overige vier themagebieden. Het gehele park beslaat een oppervlakte van 300 ha.

### Celestial Park
Celestial Park is het entreegebied en tevens centrale verdeelplein van Universal Epic Universe. In het midden van het themagebied ligt een kunstmatig meer wat gebruikt wordt voor een fontein- en lichtshow. Aan het themagebied grenst het Helios Grand Hotel. Het themagebied telt twee attracties: 
- Constellation Carousel; een draaimolen.
- Stardust Racers; een tweelingachtbaan.

### Dark Universe

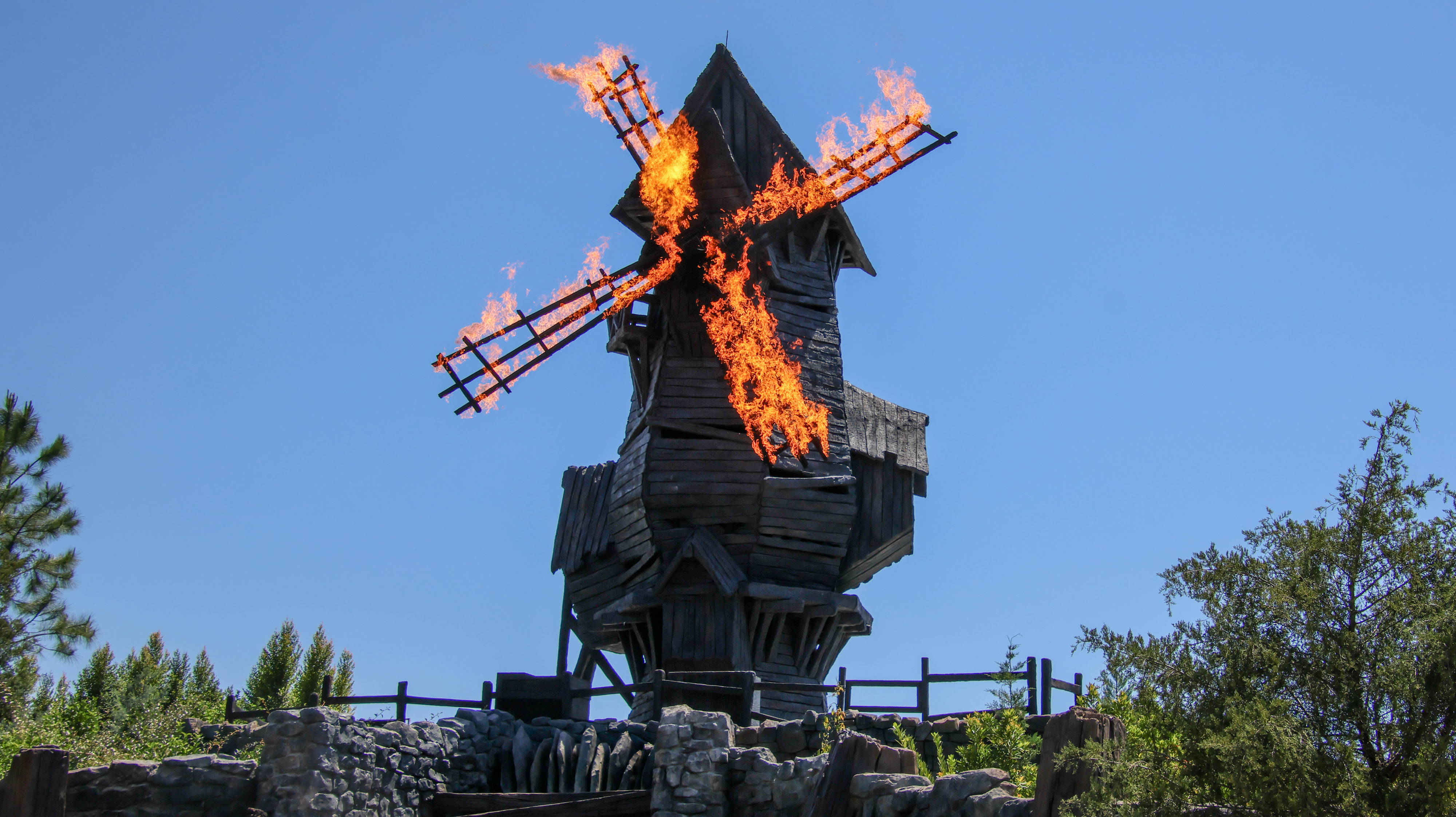
De brandende molen, een verwijzing naar de film Frankenstein.

Het themagebied Dark Universe is gebaseerd op de personages van Universal Monsters. Er zijn in het themagebied twee attracties te vinden:
- Curse of the Werewolf; een draaiende achtbaan gebaseerd op de film The Wolf Man.
- Monsters Unchained: The Frankenstein Experiment; een simulatordarkride uitgevoerd als robocoaster.

### Super Nintendo World
Het themagebied telt drie attracties:
- Mario Kart: Bowser's Challenge; een darkride gebaseerd op Mario Kart.
- Yoshi's Adventure; een rondrit rondom het personage Yoshi.
- Mine-Cart Madness, een stalen achtbaan rondom het thema Donkey Kong.

### The Wizarding World of Harry Potter – Ministry of Magic

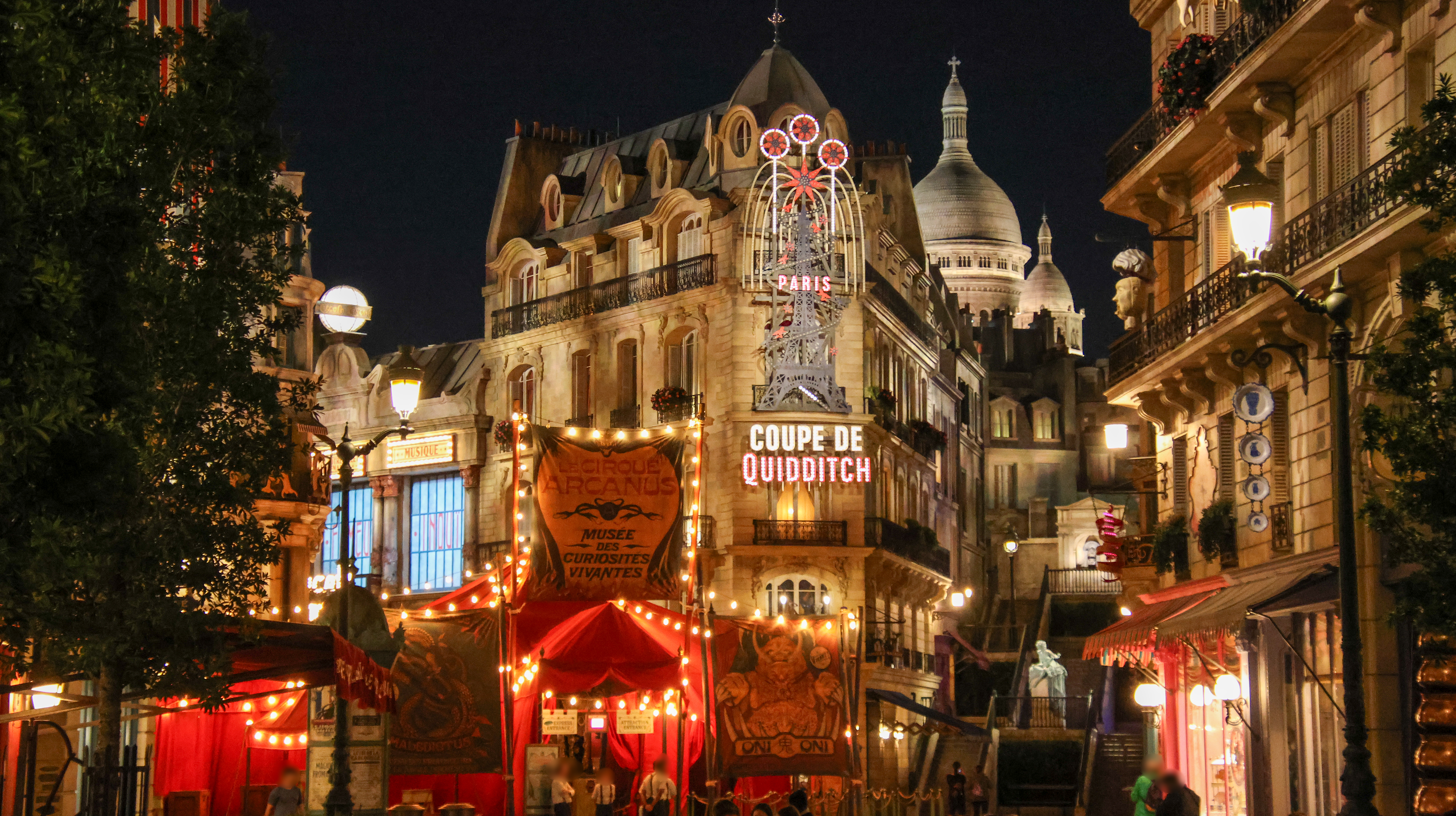
Het themagebied na zonsondergang.

Het themagebied is vormgegeven als de straten van Parijs uit de jaren twintig uit de filmreeks Fantastic Beasts gecombineert met het iconische Britse Ministry of Magic uit de Harry Potter serie. Het themagebied telt een attractie. De darkride Harry Potter and the Battle at the Ministry.

### How to Train Your Dragon – Isle of Berk
Dit themagebied staat in het teken van de How to Train Your Dragon-films. Het gebied bestaat uit drie attracties
- Dragon Racer's Rally; een Sky Fly.
- Fyre Drill; een splash battle.
- Hiccup's Wing Gliders; een stalen achtbaan.